# André Lefebvre (jésuite)
Pour les articles homonymes, voir André Lefèvre (homonymie) et Lefebvre.
 (septembre 2022).
Si vous disposez d'ouvrages ou d'articles de référence ou si vous connaissez des sites web de qualité traitant du thème abordé ici, merci de compléter l'article en donnant les références utiles à sa vérifiabilité et en les liant à la section « Notes et références ».
André Lefebvre, né le 26 janvier 1902 à Tournai (Belgique) et décédé le 15 mai 1991 à Bruxelles, est un prêtre jésuite belge, missionnaire au Congo. Il fut vicaire apostolique puis évêque de Kikwit de 1955 à 1967.  

## Biographie
Né le 26 janvier 1902 à Tournai d'une famille d'industriels, descendant de Marc Lefebvre-Meuret, le jeune André Lefebvre entre au noviciat des Jésuites de Belgique le 23 septembre 1920. Sa formation spirituelle et académique terminée, y compris des études de sciences coloniales à l’université de Louvain, il est ordonné prêtre le 24 août 1934. Durant sa formation théologique, au théologat de Louvain, il fut compagnon d’études de saint Alberto Hurtado. Il prononce ses derniers vœux le 2 février 1937.
Missionnaire au Congo belge le père Lefèbvre est nommé vicaire apostolique de Kikwit, dans la région du Kwango, le 25 février 1955 et consacré évêque le 22 mai 1955 (au siège titulaire de Raphanea).
Lorsque la hiérarchie ecclésiastique est érigée au Congo, quelques mois avant l’indépendance du pays, Kikwit devient diocèse et André Lefèbvre en est le premier évêque (10 novembre 1959). Il pilote le diocèse dans les difficiles années qui suivent l’indépendance du pays (juillet 1960) et donne sa démission le 29 novembre 1967 pour laisser la place à un évêque autochtone. Il participe à trois des quatre sessions du concile Vatican II. 
Rentré dans son pays natal, la Belgique, André Lefebvre meurt à Bruxelles le 15 mai 1991.